# 認定地域建造物資産

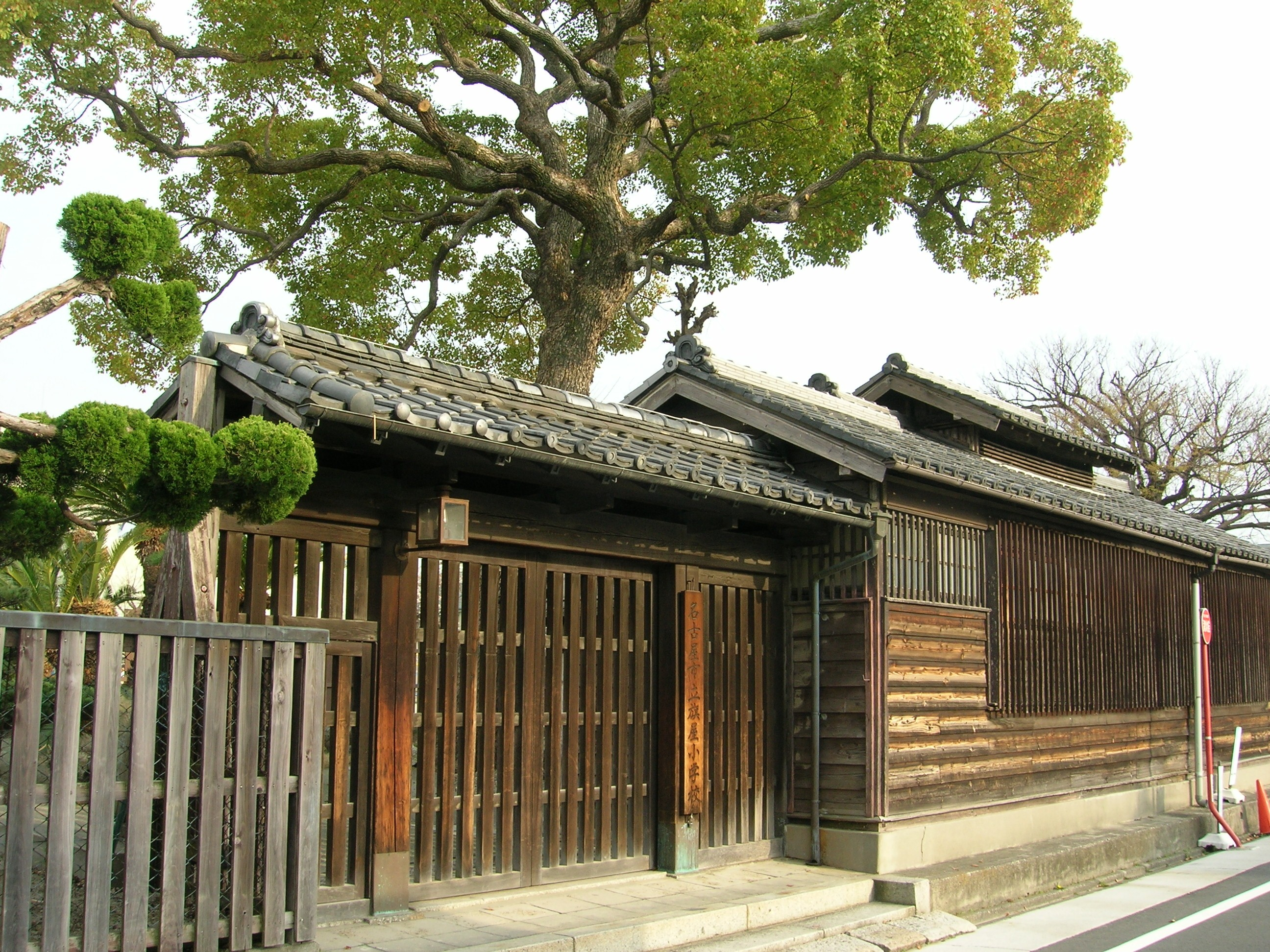
旗屋小学校武家屋敷門（第51号）

認定地域建造物資産（にんていちいきけんぞうぶつしさん）は、愛知県名古屋市が築50年以上経過して登録地域建造物資産の登録要件を満たした上で、市が定める認定要件に該当する建造物について認定する制度。

## 認定要件
名古屋市の都市景観条例に基づき都市景観重要建築物に連なる位置づけがなされており、認定要件として以下のものがある。
- 歴史的建造物の一定の集積がみられる地域において、その景観形成の一端を担うもの
- 町並み・界隈の重要な要素、ランドマークとなっているもの
- 歴史性、物語性を有するもの
- 意匠、材料、技術、立地などに地域の特徴を有するもの

2011年（平成23年）10月17日に35件が認定されたのを皮切りに、2014年（平成26年）12月25日までに61件が認定されたが、内14件は登録地域建造物資産からの移行で、これらについては認定に伴い登録抹消となっている。また、建物の建て替えに伴う解体により2016年（平成28年）3月31日付で1件が認定抹消となった。
認定に当たっては名古屋市広告・景観審議会の審議を経る必要があり、認定された建築物に対しては保存活用のための技術的支援や改修工事費の助成制度が行われている。

## 物件一覧
| 番号              | 画像                     | 物件名                                       | 所在地                                                                                      | 備考                        | 建築時期                                                         |
| ----------------- | ------------------------ | -------------------------------------------- | ------------------------------------------------------------------------------------------- | --------------------------- | ---------------------------------------------------------------- |
| 第01号            |                          | 有限会社柏彌紙店                             | 名古屋市中区橘一丁目4-6                                                                     | （平成31年1月25日認定解除)  | 明治40年頃                                                       |
| 第02号            |                          | 合名会社 美濃佐商店                          | 名古屋市中区橘一丁目19-5                                                                    |                             | 大正期                                                           |
| 第03号            |                          | めん処天満屋                                 | 名古屋市中区橘一丁目20‐19                                                                   |                             | 明治期                                                           |
| 第04号            |                          | ホンボウ（旧名称：御本坊筋長屋）             | 名古屋市西区那古野一丁目20‐9                                                                |                             | 明治期                                                           |
| 第05号            |                          | 富士浅間神社                                 | 名古屋市中区大須二丁目18-28                                                                 |                             | 江戸期/昭和4年大改修                                             |
| 第06号            |                          | 旧豊田佐助邸                                 | 名古屋市東区主税町3丁目8                                                                    |                             | 大正12年以前                                                     |
| 第07号            |                          | 主税町長屋門                                 | 名古屋市東区主税町4丁目68                                                                   |                             | 江戸期                                                           |
| 第08号            |                          | 旧食糧庁サイロ                               | 名古屋市港区港町（ガーデンふ頭臨港緑園内）                                                  |                             | 昭和30年                                                         |
| 第09号            |                          | 10号地灯台                                   | 名古屋市港区潮凪町                                                                          |                             | 昭和14年                                                         |
| 第10号            |                          | 築地灯台                                     | 名古屋市港区築地町12                                                                        |                             | 昭和32年                                                         |
| 第11号            |                          | 船見閘門                                     | 名古屋市港区船見町                                                                          |                             | 昭和2年                                                          |
| 第12号            |                          | 鍋屋上野浄水場旧第2ポンプ所                  | 名古屋市千種区宮の腰町1‐33                                                                  | （令和4年3月8日認定解除)    | 昭和9年                                                          |
| 第13号            |                          | 東山植物園合掌造りの家                       | 名古屋市千種区田代町字瓶杁（東山動植物園内）                                                |                             | 天保13年/昭和31年移築                                            |
| 第14号            |                          | 東山動物園恐竜像                             | 名古屋市千種区田代町字唐山（東山動植物園内）                                                |                             | 昭和13年                                                         |
| 第15号            |                          | 東山動物園正門                               | 名古屋市千種区田代町字唐山（東山動植物園内）                                                |                             | 昭和12年                                                         |
| 第16号            |                          | 東山動物園噴水                               | 名古屋市千種区田代町字唐山（東山動植物園内）                                                |                             | 昭和12年                                                         |
| 第17号            |                          | 東山動物園遊園地スロープシューター           | 名古屋市千種区田代町字瓶杁（東山動植物園内）                                                |                             | 昭和36年                                                         |
| 第18号            |                          | 徳川園黒門                                   | 名古屋市東区徳川町（徳川園内）                                                              |                             | 明治期                                                           |
| 第19号            |                          | 徳川園脇長屋                                 | 名古屋市東区徳川町（徳川園内）                                                              |                             | 明治期                                                           |
| 第20号            |                          | 徳川園蘇山荘                                 | 名古屋市東区徳川町（徳川園内）                                                              |                             | 昭和12年                                                         |
| 第21号            |                          | 中村公園豊頌軒                               | 名古屋市中村区中村町字茶ノ木（中村公園内）                                                  |                             | 明治初期/昭和32年移築                                            |
| 第22号            |                          | 東山荘（主屋）                               | 名古屋市瑞穂区初日町2-3                                                                     |                             | 大正末期                                                         |
| 第23号            |                          | 宮の渡し公園常夜灯                           | 名古屋市熱田区神戸町（宮の渡し公園内）                                                      |                             | 昭和30年                                                         |
| 第24号            |                          | 笠寺公園高射砲砲座                           | 名古屋市南区見晴町（笠寺公園内）                                                            |                             | 昭和17年                                                         |
| 第25号            |                          | 道徳公園クジラ像                             | 名古屋市南区道徳新町五丁目（道徳公園内）                                                    |                             | 昭和2年                                                          |
| 第26号            |                          | 御園橋                                       | 名古屋市中区三の丸一丁目、丸の内一丁目                                                      |                             | 明治44年                                                         |
| 第27号            |                          | 本町橋                                       | 名古屋市中区三の丸二丁目、丸の内二丁目                                                      |                             | 明治44年                                                         |
| 第28号            |                          | 筋違橋                                       | 名古屋市西区堀端町、樋の口町5丁目（左岸） 名古屋市西区城西三丁目、数寄屋町1丁目（右岸）     |                             | 昭和8年                                                          |
| 第29号            |                          | 中橋                                         | 名古屋市中区丸の内一丁目（左岸） 名古屋市西区那古野一丁目、中村区那古野一丁目（右岸）       |                             | 大正6年                                                          |
| 第30号            |                          | 桜橋                                         | 名古屋市中区錦一丁目、丸の内一丁目（左岸） 名古屋市中村区名駅五丁目、那古野一丁目（右岸）   |                             | 昭和12年                                                         |
| 第31号            |                          | 伝馬橋                                       | 名古屋市中区錦一丁目（左岸） 名古屋市中村区名駅五丁目（右岸）                               |                             | 大正9年                                                          |
| 第32号            |                          | 岩井橋                                       | 名古屋市中区大須一丁目、松原一丁目（左岸） 名古屋市中村区名駅南三丁目、中川区松重町（右岸） |                             | 大正12年                                                         |
| 第33号            |                          | 日置橋                                       | 名古屋市中区松原一丁目、二丁目（左岸） 名古屋市中川区松重3丁目、4丁目（右岸）               |                             | 昭和13年                                                         |
| 第34号            |                          | 住吉橋                                       | 名古屋市熱田区新尾頭一丁目、二丁目（左岸） 名古屋市中川区柳川町、八熊一丁目（右岸）         |                             | 昭和12年                                                         |
| 第35号            |                          | 向野橋                                       | 名古屋市中村区長戸井町、中川区百船町                                                        |                             | 昭和5年                                                          |
| 第36号            |                          | ノリタケカンパニーリミテド事務本館           | 名古屋市西区則武新町三丁目1－36                                                             |                             | 昭和12年                                                         |
| 第37号            |                          | ノリタケの森 旧製土工場                      | 名古屋市西区則武新町三丁目1－36                                                             |                             | 明治37年                                                         |
| 第38号            |                          | ノリタケの森 陶磁器センター                  | 名古屋市西区則武新町三丁目1－36                                                             |                             | 明治末期/昭和2年改修                                             |
| 第39号            |                          | ノリタケの森 陶磁器焼成用 トンネル窯煙突の跡 | 名古屋市西区則武新町三丁目1－36                                                             |                             | 昭和8年から昭和15年/昭和54年上部撤去                             |
| 第40号            |                          | 旧 豊田商会 事務所                           | 名古屋市西区則武新町四丁目1番35号                                                           |                             | 明治38年/平成6年移築、一部再建                                   |
| 第41号            |                          | 旧豊田自動織機製作所 自動車部 材料試験室     | 名古屋市西区則武新町四丁目1番35号                                                           |                             | 昭和9年/平成16年移築                                             |
| 第42号            |                          | 旧豊田自動織機製作所 自動車部 試作工場       | 名古屋市西区則武新町四丁目1番35号                                                           |                             | 昭和9年/平成16年移築                                             |
| 第43号            |                          | 日本陶磁器センタービル                       | 名古屋市東区代官町39-18                                                                     |                             | 旧館：昭和9年/新館：昭和33年                                     |
| 第44号            |                          | エザキ株式会社                               | 名古屋市東区代官町38-15                                                                     | （平成28年3月31日認定解除） | 大正末期                                                         |
| 第45号            |                          | REAL Style                                   | 名古屋市中区大井町1-41                                                                      |                             | 大正末期                                                         |
| 第46号            |                          | 安藤七宝店「七寶藏部」                       | 名古屋市中区栄三丁目27－17                                                                  |                             | 大正7年                                                          |
| 第47号            |                          | 不朽園                                       | 名古屋市中川区尾頭橋三丁目4-8                                                               |                             | 昭和30年                                                         |
| 第48号            |                          | 地酒 東龍 蔵式水屋                           | 名古屋市守山区瀬古東三丁目1605                                                              |                             | 江戸末期                                                         |
| 第49号            |                          | 大須木造三階建                               | 名古屋市中区大須三丁目11-16                                                                 |                             | 昭和24年                                                         |
| 第50号            |                          | 名古屋文化短期大学 葵ギャラリー              | 名古屋市東区葵一丁目17-8                                                                    |                             | 戦前/平成7年曳家・改修                                           |
| 第51号            |                          | 旗屋小学校武家屋敷門                         | 名古屋市熱田区夜寒町5-1                                                                     |                             | 明治42年                                                         |
| 第52号            |                          | 満愛貴（旧名称：杉本家 蔵）                  | 名古屋市西区那古野一丁目2番12号                                                             |                             | 大正4年                                                          |
| 第53号            |                          | 旧ヤマウ商店 蔵                              | 名古屋市西区那古野一丁目2番11号                                                             |                             | 江戸末期                                                         |
| 第54号            |                          | 爲三郎記念館                                 | 名古屋市千種区掘割町1丁目9番                                                                |                             | 昭和9年                                                          |
| 第55号            |                          | 伊勢久株式会社 本社社屋                      | 名古屋市中区丸の内三丁目4番15号                                                             |                             | 昭和5年                                                          |
| 第56号            | 中村公園記念館（第56号） | 中村公園記念館                               | 名古屋市中村区中村町茶ノ木（中村公園内）                                                    |                             | 明治43年                                                         |
| 第57号            |                          | 平和橋                                       | 名古屋市港区港明一丁目、二丁目、港栄一丁目、港楽一丁目                                      |                             | 昭和11年                                                         |
| 第58号            |                          | 魚半別邸 洋館・和館                          | 名古屋市熱田区大瀬子町1403番                                                                |                             | 洋館：大正13年/和館：昭和3年                                     |
| 第59号            |                          | 魚半別邸 蔵                                  | 名古屋市熱田区大瀬子町1513番                                                                |                             | 明治36年                                                         |
| 第60号            |                          | 鶴舞公園 鶴々亭                              | 名古屋市昭和区鶴舞一丁目1番（鶴舞公園内）                                                   |                             | 昭和3年                                                          |
| 第61号            |                          | 鶴舞公園 百華庵                              | 名古屋市昭和区鶴舞一丁目1番（鶴舞公園内）                                                   |                             | 大正末期/平成12年移築                                            |
| 第62号            |                          | 筧鉱一邸・筧建築設計・こども能楽教室         | 名古屋市中村区下米野町3丁目29番地                                                           |                             | 主屋：明治元年移築（建築年不詳）/小屋：明治24年/隠居屋：明治30年 |
| 第63号            |                          | 有限会社 澤田商店                            | 名古屋市中区栄一丁目13番31号                                                                |                             | 昭和25年                                                         |
| 第64号            |                          | 新元湯                                       | 名古屋市中川区下之一色町南ノ切54番地の1                                                     |                             | 大正13年                                                         |
| 第65号            |                          | 本草閣薬局                                   | 名古屋市中区千代田五丁目21番17号                                                            |                             | 店舗西側：昭和26年築/店舗東側：昭和27年増築                      |
| 第66号            |                          | 昭和美術館 有合庵                            | 名古屋市昭和区汐見町4番地の１（昭和美術館内）                                               |                             | 昭和30年移築（建築年不詳）                                       |
| 第67号            |                          | 昭和美術館 外腰掛待合                        | 名古屋市昭和区汐見町4番地の１（昭和美術館内）                                               |                             | 昭和13年築                                                       |
| 第68号            |                          | 昭和美術館 南山寿荘旧正門（北門）            | 名古屋市昭和区汐見町4番地の１（昭和美術館内）                                               |                             | 昭和初期移築（建築年不詳）                                       |
| 第69号            |                          | 稲垣邸                                       | 名古屋市中村区寿町                                                                          |                             | 大正12年                                                         |
| 第70号            |                          | 崇覚寺                                       | 名古屋市中区橘2丁目6-37                                                                     |                             | 江戸期から明治期にかけて                                         |
| 第71号            |                          | 鬼頭勘兵衛宅長屋門                           | 名古屋市港区春田野3丁目109-1                                                                |                             | 江戸期（昭和41年・平成6年移築）                                  |
| 第72号            |                          | 酒井家住宅                                   | 名古屋市瑞穂区                                                                              |                             | 主屋：大正15年 長屋門：昭和6年                                   |
| 第73号            |                          | 個人住宅                                     | 名古屋市熱田区                                                                              |                             | 昭和9年                                                          |
| 第74号            |                          | 有松天満社                                   | 名古屋市緑区鳴海町字米塚10番                                                                |                             | 江戸期（明治30年改修）                                           |
| 第75号            |                          | 豊田自動織機製作所旧鉄工場（創造工房）       | 名古屋市西区則武新町四丁目1番35号                                                           |                             | 大正15年（平成16年部分移築・再建）                               |
| 第76号            |                          | 川原田家住宅                                 | 名古屋市昭和区南山町25番地                                                                  |                             | 昭和12年                                                         |
| 第77号            |                          | ラジオ塔（中村公園）                         | 名古屋市中村区字茶ノ木（中村公園内）                                                        |                             | 昭和18年頃                                                       |
| 第78号            |                          | ラジオ塔（志賀公園）                         | 名古屋市北区平手町二丁目（志賀公園内）                                                      |                             | 昭和17年                                                         |
| 第79号            |                          | ラジオ塔（松葉公園）                         | 名古屋市中川区太平通一丁目（松葉公園）                                                      |                             | 昭和17年                                                         |
| 第80号            |                          | 那古野茶房 花千花                            | 名古屋市西区那古野一丁目18番6号                                                             |                             | 明治期以降                                                       |
| 第81号            |                          | 旧鳴海町役場                                 | 名古屋市緑区鳴海町字前之輪23番地                                                            |                             | 明治36年（昭和31年移築）                                         |
| 第82号            |                          | うなぎ西本 奥座敷                            | 名古屋市東区山口町16番14号                                                                  |                             | 昭和25年                                                         |
| 第83号            |                          | 個人住宅                                     | 名古屋市守山区                                                                              |                             | 昭和11年                                                         |
| 第84号            |                          | 大須演芸場                                   | 名古屋市中区大須二丁目19番39号                                                              |                             | 昭和37年                                                         |
| 第85号            |                          | 旧中村屋提灯店                               | 名古屋市中区橘一丁目19番6号                                                                 |                             | 大正4年                                                          |
| 第86号            |                          | 古民家宿 菊の屋                              | 名古屋市中村区竹橋町32－4                                                                   |                             | 昭和初期（戦前）                                                 |
| 第87号            |                          | 蔵                                           | 名古屋市緑区鳴海町                                                                          |                             | 明治26年                                                         |
| 第88号            |                          | 貞近家住宅                                   | 名古屋市南区霞町1番地                                                                       |                             | 昭和4年                                                          |
| 第89号            |                          | KIZURI中小田井ポレポレ                       | 名古屋市西区中小田井一丁目367番地                                                           |                             | 明治29年                                                         |
| 第90号            |                          | 懐石志ら玉 旧館                              | 名古屋市北区上飯田西町2丁目36番地                                                           |                             | 江戸末期から明治初期                                             |
| 第91号            |                          | 懐石志ら玉 新館                              | 名古屋市北区上飯田西町2丁目36番地                                                           |                             | 明治期から大正期                                                 |
| 第92号 - 第95号   |                          | 善光寺別院願王寺 蔵1 - 4                     | 名古屋市西区中小田井一丁目377番地                                                           |                             | 明治14年から大正期                                               |
| 第96号            |                          | 個人住宅                                     | 名古屋市瑞穂区                                                                              |                             | 昭和9年                                                          |
| 第97号            |                          | 白雲閣本館                                   | 名古屋市緑区大高町忠治山301番地（水主ヶ池公園内）                                           |                             | 昭和35年移築                                                     |
| 第98号            |                          | 白雲閣新館                                   | 名古屋市緑区大高町忠治山301番地（水主ヶ池公園内）                                           |                             | 昭和37年移築                                                     |
| 第99号            |                          | 聖マルコ教会                                 | 名古屋市東区白壁一丁目32                                                                    |                             | 昭和31年                                                         |
| 第100号 - 第102号 |                          | 河野家住宅 主屋・離れ・納屋                  | 名古屋市北区辻町                                                                            |                             | 主屋：昭和7年 離れ：明治30年 納屋：明治45年                      |
| 第103号           |                          | 真宗高田派専修寺名古屋別院 山門・塀          | 名古屋市西区那古野一丁目20-25                                                               |                             | 明治29年                                                         |
| 第104号           |                          | 真宗高田派専修寺名古屋別院 鐘楼堂            | 名古屋市西区那古野一丁目20-5                                                                |                             | 明治44年頃                                                       |
| 第105号 - 第109号 |                          | 宝亀山相応寺 本堂・総門・山門・鐘楼・回廊    | 名古屋市千種区城山町                                                                        |                             | 本堂：寛永20年 総門・山門・鐘楼：寛永年間 回廊：昭和9年          |
| 第110号 - 第112号 |                          | 個人住宅 離れ、土蔵、長屋門                  | 名古屋市昭和区                                                                              |                             | 離れ：昭和26年 土蔵・長屋門：昭和26年以前                        |